# Weißkehlkiebitz
Der Weißkehlkiebitz (Vanellus lugubris), auch Trauerkiebitz genannt, ist ein Watvogel in der Familie der Regenpfeifer (Charadriidae).
Er kommt in Angola, Burundi, der Demokratischen Republik Kongo, Elfenbeinküste, Eswatini, Gabun, Ghana, Guinea, Kenia, Kamerun, Liberia, Malawi, Mali, Mosambik, Nigeria, Republik Kongo, Ruanda, Sambia, Senegal, Sierra Leone, Simbabwe, Somalia, Südafrika, Tansania, Togo und Uganda vor.
Der Lebensraum umfasst Küsten, See- und Flussufer, feuchtes Grasland, offene, kurz bewachsene Grassavanne, bevorzugt kürzlich abgebrannte Flächen bis 1500, selten 3000 m Höhe. Die Art folgt dem Regen, auch Buschbränden, mitunter in großen Gruppen. Gezogen wird meist nachts.
Der Artzusatz kommt von lateinisch lugere ‚klagen‘.

## Merkmale
Diese Art ist 22 bis 26 cm groß und wiegt zwischen 100 und 140 g. Sie ist noch kleiner und schlanker als der Schwarzflügelkiebitz (Vanellus melanopterus), auch langbeiniger. Sie hat einen deutlich abgesetzten, kleinen weißen Stirnfleck, eine schmale schwarze Begrenzung zum grauen Brustband, einen angedeuteten gelblichen Augenring und einen kürzeren schwarzen Schnabel. Die Oberseite zeigt einen leichten grünlichen Schimmer. Die Beine sind matt rotbraun.
Im Fluge fällt ein weißer hinterer Flügelrand auf, die Armschwingen und inneren Handschwingen sind weiß. Die Geschlechter unterscheiden sich nicht. Jungvögel sind blasser gefärbt mit gelbbraunen Flecken.
Die Art ist monotypisch.

## Stimme
Der Ruf wird als klarer Doppelton „tee-yoo, tee-yoo“ oder als angenehm flötendes „tyu-t“ oder „tyu“ beschrieben, jeweils einzeln wiederholt.

## Lebensweise
Die Nahrung besteht aus Insekten wie Termiten, Wirbellosen, auch Pflanzensamen. Die Art tritt in Paaren oder in kleinen, während der Brutzeit auch in größeren Gruppen auf.
Die Brutzeit liegt zwischen März und Mai in Sierra Leone, zwischen Juni und September in Gabun, zwischen Juli und November in Ostafrika. Der Vogel ist monogam. 3 bis 4 matt oliv-braune und kräftig schwarz gefleckte Eier werden in eine flache Vertiefung auf dem Boden gelegt und über 27 bis 28 Tage von beiden Elternvögeln ausgebrütet.

## Gefährdungssituation
Die Art gilt als nicht gefährdet (Least Concern).